# Serie 3800 de FGV
La Serie 3800 de FGV es una serie de tranvías concebida para el servicio urbano del Metro de Valencia, aunque también prestaron servicio en las líneas del tranvía de Alicante.

## Historia
Tras el soterramiento de las líneas a Liria y Bétera la Generalidad Valenciana decidió reconvertir el tramo que discurría entre Valencia-Pont de Fusta y Ademuz (Actual Empalme) junto con la antigua línea Valencia-Pont de Fusta-Grao en una nueva línea que supondría la reimplantación del tranvía en Valencia. Para ello encargó a las empresas GEC-Alsthom, CAF y Siemens en 1993 la construcción de 21 unidades de tranvía monocabina. Estas unidades se pusieron en funcionamiento el 21 de mayo de 1994 con la inauguración de la línea  de FGV.
En el año 1998 Metrovalencia decidió encargar un segundo lote de 4 tranvías extra para aumentar el servicio en las siguientes ampliaciones nuevas de la línea 4.
A partir de 2014, estas unidades se renovaron cambiándoles los colores tanto del interior como del exterior e instalándoles nuevos paneles LED y teleindicadores.
Sólo circulan en la línea 4 Mas del Rosari - Doctor Lluch. No circulan en la línea 4 Empalme - Lloma Llarga-Terramelar ni en las líneas 6 y 8.
En enero de 2021, FGV anunció que a corto y medio plazo, con la llegada de las futuras ampliaciones de la red y el final de la vida útil de la serie 3800 en 2024, la Generalitat invertiría cerca de 132 millones de euros para reemplazar las antiguas unidades de la serie 3800 por 22 tranvías de nueva construcción.